# Lina Stern
Lina Stern (Liepāja, 26 d'agost de 1878 - Moscou, 7 de març de 1968) va ser una científica en l'àmbit de la medicina, i més particularment en fisiologia i en bioquímica. Va ser la primera dona a tenir un càrrec de professora a la Universitat de Ginebra el 1918.

## Biografia resumida
Procedent de Letònia, Lina Stern va arribar a Ginebra el 1898 per estudiar ciències i medicina. Després d'un doctorat obtingut l'any 1903, prossegueix les seves investigacions en els dominis de la fisiologia i de la bioquímica i esdevé, el 1918, la primera dona professora a la Universitat de Ginebra, on exercirà les seves funcions de professora extraordinària en l'àmbit de les neurociències.
En 1929, va acceptar la proposició d'ocupar un lloc a l'Institut Mèdic de Moscou i va esdevenir la primera dona elegida membre de ple dret a l'Acadèmia Russa de les Ciències. Va crear un institut de fisiologia que dirigirà fins al 1948, exercint sempre les seves funcions amb independència pel que fa al context polític i social de la seua època, una actitud que finalment li va ocasionar el pitjor dels problemes.
Honorada i glorificada pels seus treballs en un primer temps, es va veure a continuació acusada de "Cosmopolitisme científic", una actitud considerada en aquella època sota Stalin com una falta de patriotisme. Va ser arrestada l'any 1949 i condemnada a cinc anys d'exili.Va recobrar finalment la llibertat l'any 1953 i va reprendre els seus treballs abans de ser rehabilitada l'any 1958. Va morir a Moscou el 1968.

## Joventut
Lina Solomonovna Stern va néixer el 26 d'agost de 1878 a Liepaja, al Ducat de Curlàndia i Semigàlia (Letònia) en una família burgesa, jueva i germanòfila. Era la més gran de set nens. El seu pare era metge reconvertit al comerç d'exportació, cosa que la va portar a passar molt temps a Alemanya. La seva mare s'ocupava de la llar i de l'educació dels nens.
Per l'època, la família mostrava una mentalitat molt oberta deixant a cadascun la responsabilitat de gestionar la seva vida com vulgues. No va trobar doncs cap oposició quan la Lina, després d'haver obtingut el seu diploma d'estudis secundaris a Libava (actualment Liepāja), va decidir començar estudis de medicina amb la finalitat d'esdevenir metgessa de campanya.
Aquest projecte tanmateix va xocar amb la mentalitat de l'època a Rússia, on no es concedia gaire espai per a les dones als estudis superiors i gens als estudis universitaris. És així com Lina es veu obligada, com moltes de les seves compatriotes a l'època, d'anar cap a l'Occident, i més particularment a Ginebra, on la població estudiantil russa constituïa el contingent estudiantil estranger més elevat (més de 40%), sobretot pel que fa a les dones, havent estat les universitats de Ginebra i de Zúric entre les primeres que els van obrir les portes.

## Estudis de medicina i carrera a Ginebra
Lina Stern va començar els seus estudis a la facultat de medicina de la Universitat de Ginebra el 1898 i va seguir els cursos de fisiologia del professor Jean-Louis Prévost. Quan va obtenir el seu doctorat l'any 1904, comença els tràmits a Rússia pel reconeixement del seu diploma i poder exercir així la medicina, però rep una carta del professor Jean-Louis Prévost qui li proposa una plaça d'ajudant al seu laboratori.
Va tornar llavors a Ginebra el 1905 per ocupar una plaça d'ajudant al Departament de fisiologia, on va realitzar, en col·laboració amb el seu superior jerarquic Frederico Battelli, primer ajudant i gendre de Jean-Louis Prévost, les investigacions sobre l'oxidació biològica que permetran el descobriment del enzim oxidasa de polifenol. Malgrat les tensions que existien entre ells, Lina Stern i Frederico Battelli van col·laborar durant molts anys i van cosignar una trentena d'articles que els van conferir una reputació internacional.
En 1913, Frederico Battelli va succeir a Jean-Louis Prévost com a cap del Departament de Fisiologia i llavors Lina Stern va amenaçar de dimitir. Però va acabar per obtenir el grau de professora acadèmica i va dirigir el Departament de Química Fisiològica del 1918 al 1925, ara be, sense arribar a obtenir ni el tractament corresponent ni els mitjans adients per realitzar les seves investigacions. Va ser la primera dona a accedir a una plaça com aquesta a la Universitat de Ginebra, va guanyar en autonomia i llavors va poder publicar els seus treballs únicament amb el seu propi nom. Però no obtindrà mai el títol de professora ordinària, encara que el 1924 una comissió universitària s'hi va pronunciar a favor d'aquesta nominació, la temptativa va fracassar per una campanya de desprestigi que es va desencadenar contra ella a certs diaris, qüestionant els seus orígens: russa i jueva.
Al llarg de la seva estada a Ginebra i a través de contactes amb emigrats polítics, va començar a experimentar una certa simpatia pel moviment revolucionari rus, al mateix temps que un sentiment d'aversió pel sistema capitalista de l'època. Aquest posicionament va fer que progressivament es plategés de prosseguir la seva carrera a la URSS. Finalment, el 1925 va decidir abandonar Ginebra i tornar a Moscou. La seva decisió provoca la còlera de Frederico Battelli qui li prohibeix endur-se amb ella la documentació relativa als treballs que ha realitzat a Ginebra. Lina Stern, mai serà capaç de recuperar-la durant les seves estades posteriors a Suïssa. El seu últim intent, el 1947, durant el seu últim viatge a Suïssa, també va fracassar, malgrat la mort de Battelli pocs anys abans.

## Vida a la URSS
En 1925, ignorant les recomanacions de prudència que li van fer els seus amics de Ginebra, Lina Stern va acceptar la proposició dels seus amics Alexej Bacha i Boris Zbarskib de tornar a Moscou. A la seva arribada a la seu Departament de fisiologia la seva fama científica estava ja ben establerta, però tot estava per fer per poder prosseguir els seus treballs començats a Ginebra.
El règim li va proporcionar un màxim de confort de vida: datxa, transport amb xofer, llibertat de viatjar a l'estranger i de rebre col·legues estrangers a Moscou. Els seus treballs van ser sempre apreciats pel poder, particularment aquells en relació amb el tètanus, el tractament de la meningitis tuberculosa i amb els traumatismes dels soldats, que permetran més tard salvar nombroses vides humanes al curs de la Segona Guerra Mundial.
Però la seva presència a Moscou no va suscitar sempre l'entusiasme dels seus col·legues:
- la no pertinença a l'escola de Ivan Pavlov, qui havia rebut el Premi Nobel el 1904, i d'on havien sortit tots els fisiòlegs russos de l'època, va ser un inconvenient que li va valdre de vegades les critiques d'alguns dels seus col·legues. Això, juntament amb el fet que mantenia contactes amb el món occidental, va ser explotat després de la posada en marxa de la campanya de desprestigi per minar la seva credibilitat i precipitar la seva caiguda, al començament de la guerra freda i de les purgues estalinistes. En aquell moment, de fet, tots els que havien tingut contactes amb Occident es pensava que eren els adversaris del règim, i molt més quan eren d'origen jueu.
- certs elements lligats a la seva personalitat, tractats amb una certa misogínia, no la van ajudar gaire: algunes maneres occidentals (roba i joies procedents d'Occident), un fort accent francès quan parlava el rus, el seu físic (petita i corpulenta) i un caràcter de vegades variable, no la feien una persona que fes amics fàcilment.

### Reconeixement professional
La carrera de Lina Stern a l'URSS va ser exitosa en un principi i li va valer diverses recompenses fins als primers anys posteriors a la Segona Guerra Mundial. Al curs d'aquest període, el règim soviètic la sosté econòmicament, accedeix a nombrosos llocs de responsabilitat i es veu recompensada per diversos títols honorifics.
- En 1926, participa en el Segon Congrés internacional de fisiologia a Estocolm, suggerint fins i tot l'organització d'un proper congrés a l'URSS, però l'acadèmic I. P. Pavlov s'hi va oposar.
- De 1926 a 1928, va dirigir el Departament de bioquímica de l'Institut Mechnikov de les malalties infeccioses.
- El 1929, va fundar l'Institut de fisiologia i hi va prosseguir els seus treballs sobre la barrera hematoencefàlica (BHE) començats a Ginebra.
- El 1929 i 1930, va ser cap del Departament de fisiologia i de bioquímica a l'Institut Biomèdic.
- De 1930 a 1936, dirigeix el Departament de fisiologia de l'edat a l'Institut de protecció maternal i infantil.
- El 1934, rep el títol de « treballador honrat de la ciència » i rep un cotxe en recompensa pels seus 30 anys de treball científic.
- L'1 de juny de 1935, se li va concedir el grau acadèmic de doctora en ciències biològiques, sense cap defensa de tesi.
- Del 1935 al 1938, va ser cap del Departament de química fisiològica a l'Institut de medicina experimental de l'URSS.
- El 1939, esdevé la primera dona elegida membre de ple dret de l'Acadèmia Russa de les Ciències, que dirigirà fins a la seva clausura l'any 1948.
- En 1943, va ser honorada amb diversos premis: Premi Stalin, Ordre de l'Estrella vermella i Ordre de la Bandera vermella del Treball.
- En 1944, és la primera dona elegida membre de ple dret de l'Acadèmia de les ciències mèdiques de l'URSS.

### L'afer de l'estreptomicina
En 1946, els pares d'una nena amb meningitis tuberculosa es van adreçar a Lina Stern. Als Estats Units, hi havia un antibiotic eficaç, l'estreptomicina, ja desenvolupat però formava part del grup dels productes «estratègics» i no podia ser exportat sense l'aval del congrés americà. Lina Stern va arribar a obtenir-ne a través del seu germà, que vivia als Estats Units. La nena es va curar i el tractament va rebre un ressò considerable tot i que els col·legues van criticar el mètode d'administració: amb una injecció directament al cervell. Gràcies a un aprovisionament d'estreptomicina obtingut il·legalment pel seu germà, era l'única en tenir accés a l'antibiòtic a la Unió Soviètica, i va declinar atendre a la filla de Stalin Svetlana Allilouïeva argumentant que l'estreptomicina només s'havia de fer servir amb finalitats de recerca.

### Començament de la Guerra freda
Cap a l'any 1947, diferents esdeveniments van contribuir a la caiguda de Lina Stern, quan va començar una campanya de desprestigi qüestionant la seva credibilitat científica.
- L'estiu del 1947, es va llençar un atac als seus treballs sobre la barrera hematoencefàlica. L'autor en va ser Bernshtein, el president del Departament de Bioquímica de l'Institut mèdic Ivanovo.
- El maig de 1948, l'Institut de Fisiologia dirigit per Stern va tancar, així com l'Institut de recerca sobre el cervell Bekhterev a Leningrad. Es van reemplaçar per l'Acadèmia de les Ciències mèdiques i l'Institut de Fisiologia del sistema nerviós central dirigit per KM Bykov.
- A la tardor de 1948, la Societat de les Fisiòlegs de Moscou acusa Stern de ser « anti-pavloviana ».
- El 1949, se l'acusa de pertànyer a una organització de sionistes, el Comitè antifeixista jueu, que es creu conspiren contra el règim i preparen actes terroristes. Tots els membres del Comitè són llavors detinguts pel MGB (antecedent del KGB), incloent a la Lina Stern.
- El 1952, després de 3 anys i mig d'instrucció, els 15 membres del Comitè antifeixista jueu detinguts l'any 1949 van ser jutjats en secret, 14 d'ells (un d'ells va morir de malaltia a la presó) van ser condemnats a mort i afusellats el 12 d'agost de 1952, a excepció de Lina Stern que va ser condemnada a un exili de 5 anys a Djambul (actualment Taraz).

### Alliberament - Rehabilitació i fi de vida
El setembre del 1953, després de la mort de Stalin, se li permet tornar a Moscou, on se la va convocar al Ministeri de l'Interior per a restaurar-la com a membre de ple dret de l'Acadèmia de Ciències de l'URSS l'1 d'abril de 1953. Va rebre un perdó oficial el1958 a l'edat de 80 anys. Va dirigir la biofísica de l'Institut de Fisiologia de l'Acadèmia de les Ciències de 1954 a 1968. Va morir el 7 de març 1968, després d'una carrera en la qual va publicar més de 250 articles científics.

## Homenatge
En 2016, els hospitals universitaris de Ginebra bategen un edifici al seu nom.